# Associazione nazionale fra le banche popolari
L'Associazione nazionale fra le banche popolari nasce nel 1876, su iniziativa Luigi Luzzatti, con l'intento di assistere la crescente diffusione delle banche a carattere mutualistico che caratterizzava quel preciso periodo storico.
L'associazione raccoglie oggi un'importante fetta del mondo creditizio: il 24% degli sportelli bancari in Italia sono in mano alle banche popolari e il 20% dell'intera intermediazione creditizia nazionale viene gestita direttamente dalle popolari o da società controllate.

## L'associazione in numeri
Dati principali aggiornati al 31 dicembre 2021:
- 54 istituti di credito
- 3.793 sportelli
- 500.000 soci
- 6.500.000 clienti
- 36.000 dipendenti
- 213 miliardi di Euro di attivo
- 181 miliardi di Euro di impieghi